# Maguwoharjo Stadium
Das Maguwoharjo Stadium ist ein Fußballstadion im indonesischen Regierungsbezirk Sleman in der indonesischen Sonderregion Yogyakarta auf der Insel Java.
Die Anlage hat ein Fassungsvermögen von 31.700 Personen und ist seit 2007 die Heimspielstätte des Erstligisten PSS Sleman. Die Sportstätte wurde 2007 eröffnet und ist Eigentum des Regierungsbezirks Sleman. Betrieben wird die Sportanlage vom PSS Sleman.
Seit 2014 fanden in dem Stadion drei Spiele der Indonesischen Nationalmannschaft statt.